# Cedric Alexander
Cedric Alexander (né le 16 août 1989 à Charlotte, Caroline du Nord) est un catcheur américain. Il travaille actuellement à la World Wrestling Entertainment, en tant qu'agent libre, sous le même nom.

## Carrière

### Premiere Wrestling Xperience (2011-2016)
Lors de PWX The Debut, il perd contre A.J. Styles.

### Ring of Honor (2011-2016)

#### Débuts et C&C Wrestle Factory (2011-2013)
Au cours de l'année 2010, Alexander lutte surtout dans des dark matchs pour la ROH. En 2011, il commence à travailler régulièrement pour la ROH sur après avoir formé l'équipe C&C Wrestle Factory avec Caprice Coleman.
Lors de Final Battle 2011, C&C Wrestle Factory a participé à un gauntlet match pour un match en Tag Team pour le ROH World Tag Team Championship mais sont éliminés par les Frères Bravado (Harlem et Lancelot). Le 30 mars à Showdown in the Sun Chapitre 1, ils sont vaincus par The World's Greatest Tag Team (Charlie Haas et Shelton Benjamin). Le lendemain, à Showdown in the Sun Chapitre 2, Alexander perd face à Tommaso Ciampa. Le 15 septembre à Death Before Dishonor X, ils sont vaincus par S.C.U.M. (Jimmy Jacobs et Steve Corino). À Glory By Honor XI: The Hope Unbreakable le 13 octobre, ils sont vaincus une fois de plus par les Frères Bravado. Le 16 décembre à Final Battle 2012: Doomsday, ils ont contesté sans succès S.C.U.M. pour le championnat en Tag Team de la ROH dans un match à trois voies qui comprenait également les Briscoe Brothers qui sont gagnés le match. Le 3 mars au 11th Anniversary Show, lui et Coleman ont été vaincus par S.C.U.M., le 5 avril à  Supercard of Honor VII, C&C Wrestle Factory a fait équipe avec B.J. Whitmer, Mark Briscoe et Mike Mondo dans un effort perdant contre S.C.U.M. (Cliff Compton, Jimmy Jacobs, Jimmy Rave, Rhett Titus et Rhino). Le 4 mai à Border Wars 2013, ils ont vaincu ACH et TaDarius Thomas. Le 18 mai à Relentless, ils ont fait équipe avec Jay Lethal pour vaincre Matt Taven et reDRagon (Bobby Fish et Kyle O'Reilly). Le 8 juillet à Live And Let Die, Alexander a perdu contre Davey Richards. Le 22 juin au Best in the World 2013, ils ont contesté sans succès reDRagon pour le championnat Tag Team de la ROH dans un match à trois voies qui comprenait également S.C.U.M. (Rhett Titus et Cliff Compton). Le 3 août au All Star Extravaganza V, ils ont été vaincus par Adrenaline Rush (ACH et TaDarius Thomas) dans un match à trois voies qui comprenait également The Young Bucks.

#### Retour en solo et rivalité avec Roderick Strong (2014-2015)
Le 8 février, lors de State of The Art, Roderick Strong perd par disqualification contre R.D. Evans à la suite d'une intervention involontaire de Cedric Alexander. Roderick Strong se venge immédiatement après le match. Cela engendre une rivalité entre les deux hommes. Lors de 12th Anniversary Show, il perd en équipe avec Mark Briscoe et Adam Page face à The Decade (en). Le 4 avril, lors de Supercard of Honor VIII, il perd contre Roderick Strong. Le 10 mai, à Global Wars 2014, il prend sa revanche et remporte son match contre Roderick Strong. Lors de Best in the World, il bat à nouveau Roderick Strong dans un match de soumission. Lors de Field of Honor, le 15 août, il bat ACH. Lors de Final Battle, il perd avec The Addiction contre les Young Bucks et ACH. Lors de 13th Anniversary Show, il perd contre Matt Sydal. Lors de la première soirée de Global Wars, il perd contre Kazuchika Okada.

#### Alliance avec Veda Scott (2015-2016)
Lors de Best in the World, il attaque Moose et choisit Veda Scott comme manageuse. Lors de All Star Extravaganza VII, il perd contre Moose.
Le 13 mai, il annonce qu'il quitte la fédération après son dernier match prévu le lendemain où il perd face à Donovan Dijak,.

### World Wrestling Entertainment (2016-...)

#### Débuts à205 LiveetRaw, champion Cruiserweight de la WWE (2016-2019)
Le 23 juin 2016 à 205 Live, il fait ses débuts en battant Clément Petiot au premier tour du tournoi Cruiserweight Classic. 
Le 14 juillet à 205 Live, il perd face à Kota Ibushi en huitième de finale du tournoi. Après le combat, Triple H le félicite et le fait signer officiellement avec la World Wrestling Entertainment. Le 19 septembre à Raw, il fait ses débuts, dans le show rouge, en tant que Face, en perdant face à Brian Kendrick par soumission dans un Fatal 4-Way Match, qui inclut également Gran Metalik et Rich Swann[réf. nécessaire].
Le 30 octobre lors du pré-show à Hell in a Cell, Lince Dorado, Sin Cara et lui battent Drew Gulak, Ariya Daivari et Tony Nese dans un 6-Man Tag Team Match[réf. nécessaire].
Le 22 octobre 2017 à TLC, Rich Swann et lui battent Brian Kendrick et Jack Gallagher[réf. nécessaire].
Le 8 avril 2018 lors du pré-show à WrestleMania 34, il devient le nouveau champion Cruiserweight de la WWE en battant Mustafa Ali en finale du tournoi, remportant le titre pour la première fois de sa carrière et son premier titre personnel[réf. nécessaire]. Le 27 avril au Greatest Royal Rumble, il conserve son titre en battant Kalisto[réf. nécessaire]. 
Le 19 août lors du pré-show à SummerSlam, il conserve son titre en battant Drew Gulak[réf. nécessaire]. 
Le 6 octobre à Super Show-Down, il perd face à Buddy Murphy, ne conservant pas son titre[réf. nécessaire]. Le 16 décembre lors du pré-show à TLC, il ne remporte pas le titre Cruiserweight de la WWE, battu par son même adversaire[réf. nécessaire].

#### Double champion 24/7 de la WWE, The Hurt Business, champion par équipe deRaw(2019-2022)
Le 24 juin à Raw, il devient le nouveau champion 24/7 de la WWE en effectuant le tombé sur R-Truth, remportant le titre pour la première fois de sa carrière. Quelques secondes plus tard, il perd le titre sur un tombé de EC3[réf. nécessaire]. Le 15 septembre lors du pré-show de Clash of Champions, il ne remporte pas le titre des États-Unis de la WWE, battu par AJ Styles. Après le combat, il se fait attaquer par son adversaire et les Good Brothers.
Le 17 août 2020 à Raw, il redevient champion 24/7 de la WWE en effectuant le tombé sur Shelton Benjamin, après l'élimination de ce dernier par Apollo Crews dans le 6-Man Elimination Tag Team Match, remportant le titre pour la seconde fois. Plus tard, il conserve son titre en battant Akira Tozawa. Après le combat, il perd le titre sur un tombé de Shelton Benjamin[réf. nécessaire]. Le 7 septembre à Raw, pendant le 6-Man Tag Team Match dans lequel il combat aux côtés d'Apollo Crews et Ricochet face au Hurt Business, il effectue un Heel Turn en se retournant contre ses propres partenaires et rejoignant le clan adverse[réf. nécessaire].
Le 20 décembre à TLC, Shelton Benjamin et lui deviennent les nouveaux champions par équipe de Raw en battant le New Day, remportant les titres pour la première fois de leurs carrières. 
Le 15 mars 2021 à Raw, ils perdent face à ses mêmes adversaires, ne conservant pas leurs titres[réf. nécessaire]. Le 29 mars à Raw, Bobby Lashley et MVP leur annoncent qu'ils ne font plus partie du clan.
Le 9 avril à SmackDown special WrestleMania, il ne remporte pas la Andre the Giant Memorial Battle Royal, gagnée par Jey Uso[réf. nécessaire]. Le 3 mai à Raw, Shelton Benjamin et lui perdent face à Lucha House Party. Après le combat, il met fin à son alliance avec son partenaire[réf. nécessaire].
Le 27 septembre à Raw, Shelton Benjamin et lui font leur retour au sein du Hurt Business, mais se font attaquer par le New Day, durant le match entre Big E et Bobby Lashley pour le titre de la WWE, qui se termine en No Contest, à la suite d'une bagarre entre les deux équipes[réf. nécessaire]. 
Le 21 octobre lors du pré-show à Crown Jewel, ils perdent face aux Usos dans un match sans enjeu.
Le 1er avril 2022 à WrestleMania SmackDown, il ne remporte pas la Andre the Giant Memorial Battle Royal, gagnée par Madcap Moss[réf. nécessaire]. Le 4 avril à Raw, le Hurt Business est dissout, car MVP se retourne contre Bobby Lashley et s'allie avec Omos[réf. nécessaire]. Le 5 juin à Hell in a Cell, il effectue un Face Turn en intervenant, pendant le 1-on-2 Handicap Metch entre Bobby Lashley, Omos et MVP, à la faveur du premier[réf. nécessaire].

#### Retour en solo (2023-...)
Le 31 mars 2023 à WrestleMania SmackDown, il ne remporte pas la André the Giant Memorial Battle Royal, gagnée par Bobby Lashley[réf. nécessaire].

## Palmarès
- America's Most Liked Wrestling
  - 1 fois AML Prestige Champion
  - AML Prestige Championship Tournament (2016)

- CWF Mid-Atlantic
  - 1 fois CWF Mid-Atlantic Television Champion
  - 1 fois PWI Ultra J Champion

- Exodus Wrestling Alliance
  - 1 fois EWA Junior Heavyweight Champion

- Premiere Wrestling Federation
  - 1 fois PWF WORLD-1 Heavyweight Champion

- Premiere Wrestling Xperience
  - 1 fois PWX Heavyweight Champion[21]
  - 1 fois PWX Innovative Television Champion [22]

- Pro Wrestling EVO
  - 1 fois EVO Heavyweight Champion[23]

- WrestleForce
  - 2 fois WrestleForce Champion

- World Wrestling Entertainment
  - 3 fois champion 24/7 de la WWE
  - 1 fois champion Cruiserweight de la WWE
  - 1 fois champion par équipe de Raw - avec Shelton Benjamin[24]
  - Vainqueur du tournoi Cruiserweight à WrestleMania 34 (2018)

## Récompenses des magazines
| Année | 2012 | 2013 | 2014 | 2015 | 2016 | 2017 | 2018 | 2019 | 2020 | 2021 |
| ----- | ---- | ---- | ---- | ---- | ---- | ---- | ---- | ---- | ---- | ---- |
| Rang  | 164  | 129  | 178  | 85   | 116  | 206  | 28   | 59   | 285  | 153  |

## Vie privée
Le 30 juin 2018, il se marie avec la lutteuse indépendante Big Swole (en).[réf. nécessaire]